# Chiba (thành phố)
Thành phố Chiba (千葉市 (Thiên Diệp thị) Chiba-shi) là thành phố tỉnh lỵ của tỉnh Chiba, Nhật Bản. Nó nằm ở phía Đông Nam của Tokyo, bên vịnh Tokyo.
Thành phố Chiba là một trong những cảng biển đầu tiên của vùng Kanto. Phần lớn thành phố đều là nhà dân, mặc dù cũng có nhiều nhà máy và kho hàng nằm dọc bờ biển.

## Khái quát
Thành phố Chiba rộng 272,08 km², có dân số là 934.997 người (ước tính vào ngày 1/1/2007). Toàn thành phố chia làm sáu khu:
- Chuo
- Hanamigawa
- Inage
- Wakaba
- Mihama
- Midori

## Lịch sử
Thành phố được thành lập ngày 1 tháng 1 năm 1921 trên cơ sở thị trấn Chiba được thành lập từ năm 1889. Thành phố được công nhận là thành phố quốc gia vào năm 1994.
Những ghi chép đầu tiên về thành phố Chiba là vào thời kỳ Heian. Đó là ghi chép về cuộc di dân của Taira Tsuneshige (平常重 Bình Thường Trọng) đến Chiba. Ông xưng là "Chiba no Suke" (千葉介 Thiên Diệp Giới) và thành lập chính quyền quanh khu vực thành phố Chiba ngày nay. Con cháu của ông sau này đều lấy họ là Chiba và tiếp tục thống trị vùng này cho tới thời kì Muromachi. Thời kỳ Kamakura, Chiba Tsunetane (千葉常胤 Thiên Diệp Thường Dận) đã giúp đỡ Minamoto Yoritomo (源頼朝 Nguyên Lại Triều) thành lập Mạc phủ Kamakura. Điều này đã làm cho dòng họ Chiba có ảnh hưởng rất lớn trong Mạc phủ Kamakura. Ông đã cho xây dựng lâu đài Inohara trên đỉnh núi Inohara và chuyển tất cả gia đình, thân tín từ lâu đài Oohji, lên Inohara.
Sức mạnh và ảnh hưởng của dòng tộc Chiba suy tàn do chiến tranh quanh vùng Kanto trong thời kì Muromachi. Vào thế kỷ 16, dòng tộc Hara, vốn là dòng dõi hầu cận của dòng tộc Chiba, đã thay thế Chiba nắm giữ quyền kiểm soát khu vực. Vào thời kì Sengoku, dòng tộc Hara bị lật đổ bởi Ashikaga Yoshiaki (足利義明 Túc Lợi Nghĩa Minh hoặc 足利義昭 Túc Lợi Nghĩa Chiêu). Sau đó, Ashikaga Yoshiaki cũng bị dòng họ Sakai (酒井 Tửu Tỉnh), hầu cận của dòng Satomi (里見 Lý Kiến), lật đổ. Cuối cùng, cả dòng Chiba và Sakai đều bị Toyotomi Hideyoshi tiêu diệt.
Thời kì Edo, cả dòng họ Oyumi (生実 Sinh Thực), Morikawa (森川 Sâm Xuyên) và Sakura cùng quản lý khu vực này. Một phần của vùng được Mạc phủ Tokugawa quản lý trực tiếp. Dòng họ Oyumi điều hành lãnh thổ của họ rất vững chắc. Phía bên kia, dòng họ Sakura liên tiếp thay đổi người đứng đầu, như là Takeda Nobuyoshi (武田信吉 Vũ Điền Tín Cát), Matsudaira Tadateru (松平忠輝 Tùng Bình Trung Huy). Ogasawara Yoshitsugu (小笠原吉次 Tiểu Lạp Nguyên Cát Thứ), Doi Toshikatsu (土井利勝 Độ Tỉnh Lợi Thăng)... Cuối cùng, dòng tộc Hotta (堀田 Quật Điền') cũng lên quản lý lãnh địa của mình rất vững mạnh.

## Giao thông

### Hàng không
Sân bay Narita và Sân bay Haneda là hai sân bay quốc tế gần nhất.

### Đường sắt

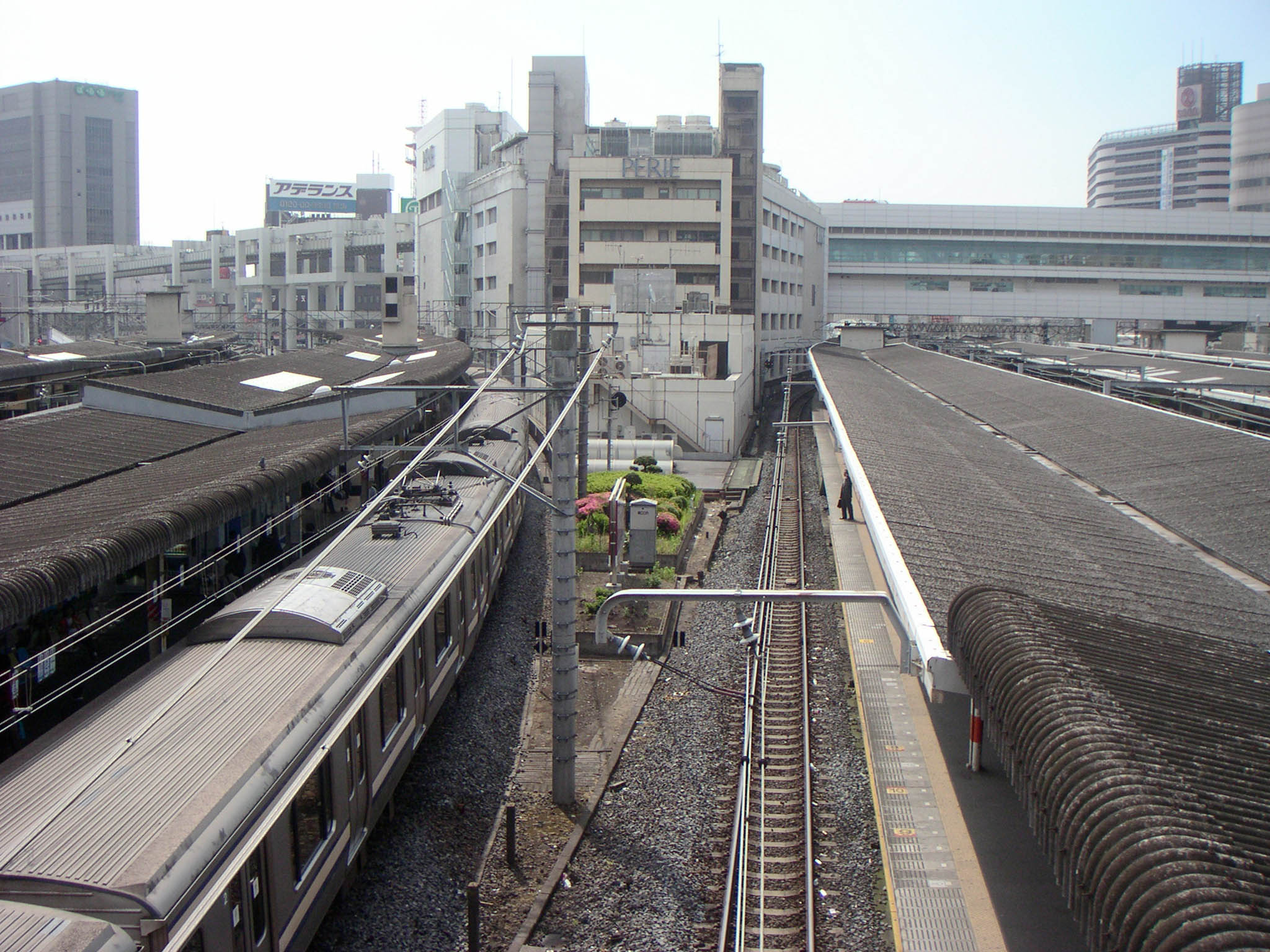
Nhà ga Chiba

Công ty Đường sắt Đơn Đô thị Chiba điều khiển tàu chạy trong nội thành. Các ga chính là ga Chiba, ga Keisei và ga Soga.

### Đường bộ
Xa lộ Higashikanto đến Tokyo, Narita và Kashima.
Xa lộ Tateyama đến Kisarazu.

## Các điểm tham quan

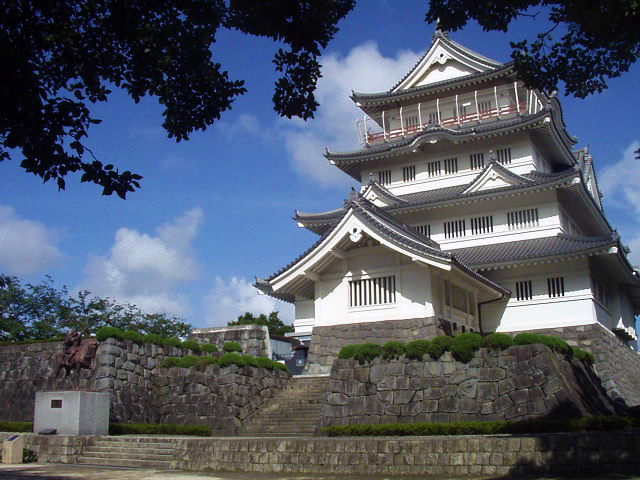
Phế tích thành Inohana, ở công viên Inohana, thành phố Chiba.

### Khu trung tâm thành phố
Khu vực trung tâm thành phố nằm quanh các ga Chiba, Chiba Chuo, Honchiba, và khu vực Kaihin Makuhari. Từ ga Chiba tới ga Chiba Chuo có tuyến đường sắt trên cao, nhiều tòa văn phòng, ngân hàng, bách hóa. Trung tâm thành phố có công viên trung tâm là nơi thu hút nhiều người đến thư gian và cũng là nơi tổ chức nhiều sự kiện của thành phố.
Ở khu Mihama bên cạnh vịnh Tokyo có nhiều công trình kiến trúc dành cho việc tổ chức các sự kiện, hội nghị quốc tế.

### Các điểm tham quan khác
- Phế tích thành Inohana
- Chùa Sen'oji (còn gọi Chiba-dera)
- Đền Chiba (Chiba-jinja)
- Tháp Cảng Chiba (Chiba Potto Tawa)